# Acanthopsyche maritimella
Acanthopsyche maritimella är en fjärilsart som beskrevs av Charles Théophile Bruand d’Uzelle 1858. Acanthopsyche maritimella ingår i släktet Acanthopsyche och familjen säckspinnare. Inga underarter finns listade i Catalogue of Life.